# Deontisk logik
Deontisk logik (Pliktens logik) gren av symbolisk logik som behandlar den logiska funktionen hos begrepp som tillåtande, obligatorisk, valfri och borde. Denna klass av begrepp styr vårt dagliga liv i våra normer, lagar, affärs- och sociala organisationer, säkerhetssystem m.m.
Österrikaren Ernst Mally (1879–1944) från den fenomenologiska skolan i Graz, var den förste som systematiserade den deontiska logiken, han använde för ändamålet följande logiska konstanter: U, ∩, !, f och ∞.
De definieras:
- !A = "A bör vara fallet".
- A f B = "A fordrar B".
- A ∞ B = "A och B behöver varandra."
- U = "ovillkorligen (absolut) obligatoriskt".
- ∩ = "ovillkorligen (absolut) förbjudet".

f, ∞, och ∩ kan även definieras:
- f: A f B = A → !B :(A fordrar B = om A så bör B vara fallet)
- ∞: A ∞ B = (A f B) & (B f A) : (A och B behöver varandra = (A fordrar B) & (B fordrar A))
- ∩: ∩ = ¬U : (ovillkorligen förbjudet = ej ovillkorligen obligatoriskt)

Ernst Mallys fem informella principer (etiska axiom):
1. Om A fordrar B och om B fordrar C, så A fordrar C.
2. Om A fordrar B och om A fordrar C, så A fordrar B och C.
3. A fordrar B om och endast om, det är obligatoriskt att om A så B.
4. Det ovillkorligen obligatoriska är obligatoriskt.
5. Det ovillkorligen obligatoriska fordrar inte sin egen negation.

formaliserade som axiom:
1. ((A f B) & (B → C)) → (A f C)
2. ((A f B) & (A f C)) → (A f (B & C))
3. (A f B) ↔ !(A → B)
4. ∃U !U  [∃U = det existerar minst ett ovillkorligen obligatoriskt, ! = det bör vara fallet]
5. ¬(U f ∩)

## Standard Deontisk Logik
(förkortas SDL eller D)  Med hjälp av den klassiska satslogikens logiska konstanter och O(= Ought to be = fordrar) kan en axiomatisering se ut så här:
| *O(A→B) → (OA→OB) | (om det fordras att om A så B, så, om det fordras att A, så fordras B)                     |
| *OA → ¬O¬A        | (om det fordras att A, så är det tillåtet att (det vill säga ej obligatoriskt att) icke A) |

FA som betyder det är förbjudet att A kan även definieras: 
O¬A eller ¬PA.
Den alethiska modaloperaton FYRKANT betyder "det kantianska böra som man kan".
OA → MA [M betyder möjlig att.]
M om och endast om ¬FYRKANT¬
O(A/B) läses: det fordras att A under villkoret att B.
Till exempel: det tycks sant att de svältande och fattiga bör få mat.
- |- (=har sann följd)
- ⇒ (har sann konsekvens)
- |-A→B ⇒|-OA→OB

## Jørgensens Dilemma
Enligt värdenihilismen kan inte normer vara sanna eller falska. Frågan är hur denna uppfattning ska kunna förenas med möjligheten för en deontisk logik, med tanke på att denna tycks förutsätta att vi kan tillskriva normer sanningsvärden. 
Tre möjliga svar är:
1. Deontisk logik behandlar normativa satser, inte normer i sig.
2. Det kanske finns alternativa sanningsbegrepp som lämpar sig för normer och som möjliggör tillskrivandet av sanningsvärden till dem.
3. Logik handlar om konsekvensrelationer och inte om sanning.

## Exempel
|              | A skall (göra) B   | A bör (göra) B | A vill (göra) B  | A kan (göra) B     | A får (göra) B    |
| till 100%    | måste              | påbjudet       | vill             | kan helt säkert    | helt tillåtet     |
| ej till 100% | måste inte         | ej påbjudet    | vill inte helt   | kan ej helt säkert | ej helt tillåtet  |
| ej till 0%   | ej helt frivilligt | ej helt undvik | vill lite/kanske | kan lite/kanske    | ej helt förbjudet |
| till 0%      | helt frivilligt    | undvik         | vill inte alls   | kan ej             | helt förbjudet    |

Hur begreppen slutligen ska tolkas bestäms av den kontext de ingår i, t.ex. 'kan kanske' respektive 'kan lite'. Ofta ger kontexten möjlighet att tolka begrepp på flera sätt och också möjligheten att uttrycka dem i varandra. Jämför t.ex. följande tabell med ovanstående:
|              | A får låta bli (att göra) B |
| till 100%    | helt frivilligt             |
| ej till 100% | ej helt frivilligt          |
| ej till 0%   | ej påbjudet                 |
| till 0%      | påbjudet                    |

### Allmänna källor
- McNamara, Paul (2022). Edward N. Zalta, Uri Nodelman. red. Deontic Logic (Fall 2022). Metaphysics Research Lab, Stanford University. Läst 22 april 2024